# Coppa di Francia 2008 (ciclismo)
La Coppa di Francia di ciclismo 2008, diciassettesima edizione della competizione, si svolse dal 24 febbraio al 9 ottobre 2008, in 14 eventi tutti facenti parte del circuito UCI Europe Tour 2008 categoria 1.1. Fu vinta dal francese Jérôme Pineau della Bouygues Télécom, mentre il miglior team fu Française des Jeux.

## Calendario
| Corsa | Data         | Evento                                  | Vincitore            | Squadra            | Leader della classifica |
| ----- | ------------ | --------------------------------------- | -------------------- | ------------------ | ----------------------- |
| 1     | 24 febbraio  | Tour du Haut-Var (2008)                 | Davide Rebellin      | Gerolsteiner       | Rinaldo Nocentini       |
| 2     | 23 marzo     | Cholet-Pays de Loire (2008)             | Janek Tombak         | Mitsubishi-Jartazi | Rinaldo Nocentini       |
| 3     | 6 aprile     | Grand Prix de la Ville de Rennes (2008) | Mychajlo Chalilov    | Ceramica Flaminia  | Jimmy Casper            |
| 4     | 15 aprile    | Parigi-Camembert (2008)                 | Alejandro Valverde   | Caisse d'Epargne   | Jérôme Pineau           |
| 5     | 17 aprile    | Grand Prix de Denain (2008)             | Edvald Boasson Hagen | High Road          | Jimmy Casper            |
| 6     | 19 aprile    | Tour du Finistère (2008)                | David Le Lay         | Bretagne-Armor Lux | Jimmy Casper            |
| 7     | 20 aprile    | Tro-Bro Léon (2008)                     | Frédéric Guesdon     | Française des Jeux | Jimmy Casper            |
| 8     | 4 maggio     | Trophée des Grimpeurs (2008)            | David Le Lay         | Bretagne-Armor Lux | David Le Lay            |
| 9     | 31 maggio    | Grand Prix de Plumelec-Morbihan (2008)  | Thomas Voeckler      | Bouygues Télécom   | David Le Lay            |
| 10    | 3 agosto     | La Poly Normande (2008)                 | Arnaud Gerard        | Française des Jeux | Jérôme Pineau           |
| 11    | 31 agosto    | Châteauroux Classic de l'Indre (2008)   | Anthony Ravard       | Agritubel          | Jérôme Pineau           |
| 12    | 21 settembre | Grand Prix d'Isbergues (2008)           | William Bonnet       | Crédit Agricole    | Jérôme Pineau           |
| 13    | 5 ottobre    | Tour de Vendée (2008)                   | Koldo Fernández      | Euskaltel-Euskadi  | Jérôme Pineau           |
| 14    | 9 ottobre    | Parigi-Bourges (2008)                   | Bernhard Eisel       | Team Columbia      | Jérôme Pineau           |

## Classifiche
| Pos. | Corridore        | Squadra         | Punti |
| ---- | ---------------- | --------------- | ----- |
| 1    | Jérôme Pineau    | Bouygues Tél.   | 128   |
| 2    | David Le Lay     | Agritubel       | 112   |
| 3    | Frédéric Guesdon | Franç. des Jeux | 102   |
| 4    | Thomas Voeckler  | Bouygues Tél.   | 78    |
| 5    | Anthony Ravard   | Agritubel       | 76    |
| 6    | Steve Chainel    | Auber 93        | 75    |
| 7    | Jimmy Casper     | Agritubel       | 74    |
| 8    | Cyril Gautier    | Bretagne        | 65    |
| 9    | Gianni Meersman  | Franç. des Jeux | 53    |
| 10   | Arnaud Gérard    | Franç. des Jeux | 50    |